# Semiothisa implexata
Semiothisa implexata är en fjärilsart som beskrevs av Achille Guenée 1858. Semiothisa implexata ingår i släktet Semiothisa och familjen mätare. Inga underarter finns listade i Catalogue of Life.